# Évitement (chemin de fer)
Pour les articles homonymes, voir Évitement.

Schéma d'un évitement. Chaque voie ferrée est représentée par un trait. Un train venant de A et un train venant de B peuvent se croiser à un évitement, chaque train ayant une voie où se ranger.

Un évitement, dans le jargon ferroviaire, est un endroit sur une voie ferrée où cette dernière se divise en deux voies parallèles sur une longueur de quelques dizaines de mètres à quelques kilomètres pour se rejoindre à nouveau, afin de permettre à deux trains de se croiser ou de se dépasser.

## Description technique
Un évitement se rencontre principalement sur une voie unique, afin de croiser deux trains. Il en existe également sur des doubles voies pour permettre un dépassement. 
La voie unique comprise entre deux évitements est appelée « section[réf. souhaitée] ». L'entrée dans une section à partir d'un évitement fait toujours l'objet d'une procédure stricte, qui est parfois assistée d'une signalisation. Cette procédure est nécessaire pour éviter que deux trains circulant en sens contraire ne se retrouvent nez-à-nez en voie unique.
Il existe 3 types d'évitements :
° Évitement-garage, sur voie de service, ce qui impose une procédure particulière,
° Évitement-circulation, en voie principale pour croisement ou dépassement sans procédure particulière,
° Évitement-dynamique, idem que le précédent mais sans obligation d'arrêt d'une des deux circulations tant que les conditions de sécurité sont remplies.

Un évitement est également possible sur une double voie, afin de garer un train pour en laisser passer un plus rapide.
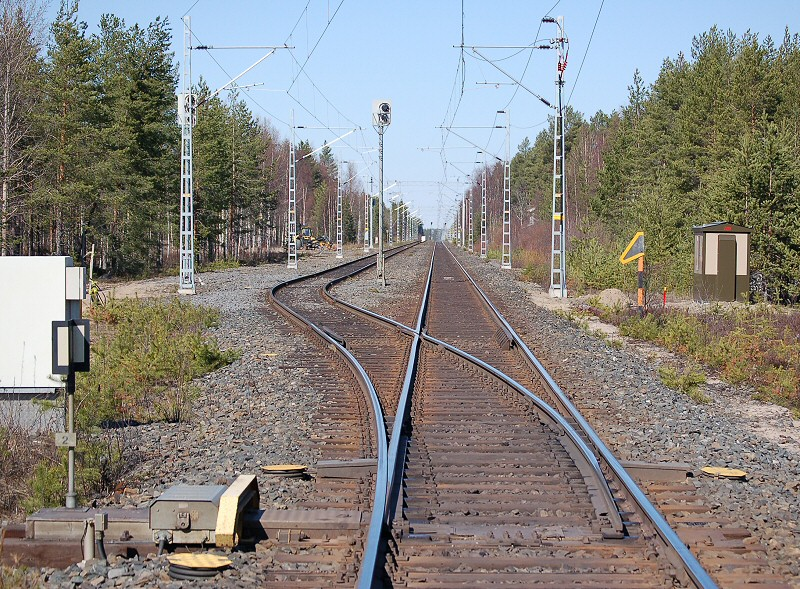
Évitement de pleine voie à Oulu, Finlande.

## Cas du funiculaire

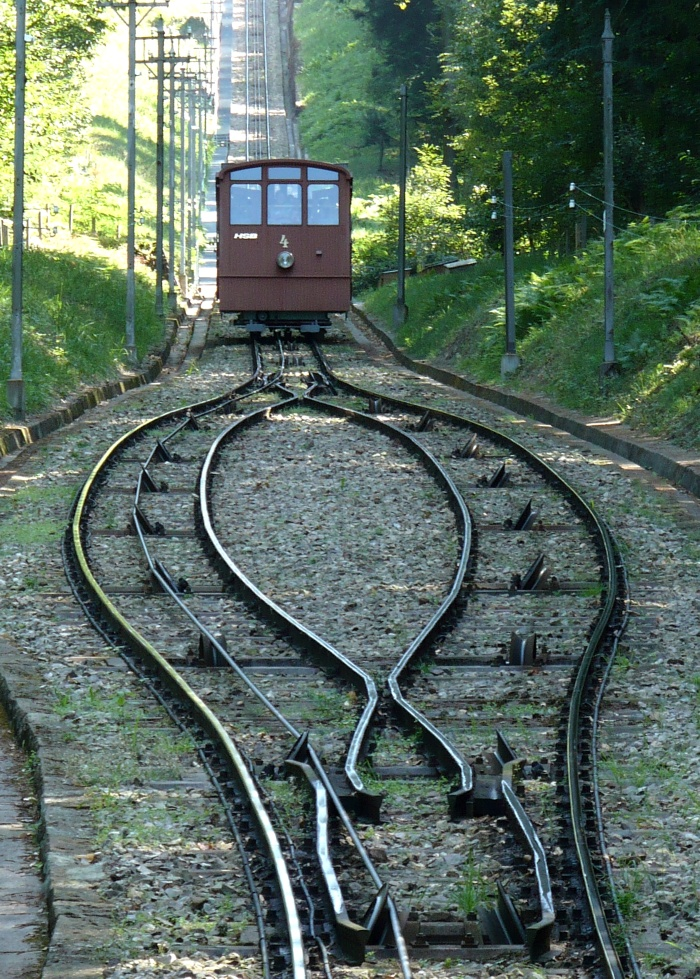
L'évitement inventé par Carl Roman Abt.

La plupart des funiculaires disposent d'une voie unique, qui comporte en son centre une section doublée pour le croisement. Cet évitement central, appelé évitement Abt, fonctionne sans aiguille mobile, grâce à la disposition particulière des essieux des véhicules. Ceux-ci sont équipés de roues à gorge qui guident le train sur le rail continu côté extérieur de l'évitement et de roues tambours aptes à franchir le « cœur » de l'aiguillage sur le rail côté intérieur de l'évitement. Cette disposition d'essieux est inversée d'un train à l'autre, permettant de définir, lors de la conception de l'appareil, un côté de franchissement différent pour chaque véhicule. L'aiguille fonctionne ainsi sans intervention humaine, sans risque de collision des cabines ou de croisement des câbles.